# 加賀成一
加賀 成一（かが せいいち）は、日本の俳優。脚本家。ラジオDJ。 コントユニット『大人のカフェ』のメンバー。
初監督作品「人の愛を喰らって、その屍で生きてみろ」を2021年に第24回小津安二郎記念蓼科高原映画祭の第20回短編映画コンクールにノミネート、2025年ハンブルグ日本映画祭に初長編映画作品「living」がノミネートされる

## 人物
東京都足立区出身。秀明高等学校出身。
俳優として映画、ドラマ、CM、ラジオ、バラエティー、舞台で活躍。また俳優ながら月刊加賀トークライライブを不定期に開催。元AKB48・西野未姫/岡部麟/能條愛未、新日本プロレス・高橋裕二郎、声優・下田麻美、ミュージシャン・ファンキー加藤/NAVI(GReeeeN)ら、親交のある者が出演することもある。
映画監督として初監督作品「人の愛を喰らって、その屍で生きてみろ」（2021年）で第24回小津安二郎記念蓼科高原映画祭短編映画に入選。脚本も担当。
配信アプリSHOWROOMにて第5回次世代SHOWROOMERに選ばれる。
大人のカフェの本公演では旗揚げ当時から必ず1人のヒロイン（女性）を入れることを提案した（第9回公演までのヒロインキャスティングを行った。第10回目公演以降はプレイヤーに専念）。また、大人の公演の客入れ・客出しの曲は加賀の選曲。
2020年からFM京都k-style radioのメインパーソナリティーを務め、京都をこよなく愛し、イベントも定期的に開催している。AAAの宇野実彩子や俳優の近藤芳正などもゲスト出演している

## 出演

### テレビ
- コサキン・天海の超発掘!ものまねバラエティー マネもの（2015年10月9日、フジテレビ） - 『ディレクターの求めていた答えとは全く違う事を言う中日ドラゴンズ 山本昌』のまねで出演
- Fake Station Thursday Midnight（2018年4月5日 - 、BSフジ）[2]
- ＃声だけ天使 第1話・第10話（2018年1月15日 - 3月19日、AbemaTVオリジナルドラマ） - カラオケ店員 役
- 横山由依（AKB48）がはんなり巡る 京都いろどり日記（2013年7月17日 - 、関西テレビ）毎月2回放送[3]

### 映画
- あさひなぐ（2017年9月2日公開）[4]
- 寄生侵略（2018年1月20日公開）[5]
- あの頃、君を追いかけた（2018年10月5日公開）[6][7]
- 空母いぶき（2019年5月24日公開）
- さんかく窓の外側は夜（2021年1月22日公開） - 緊急病院医師 役
- 鬼ベラシ（2025年6月13日公開）[8]
- 雪風YUKIKAZE（2025年8月15日公開予定）加藤良吉役

### テレビドラマ
- かりあげクン（2023年1月7日 - 3月25日、BS松竹東急） - 石橋 役
- あの日ボーリング場から出れなくなったこと（TOKYO MX） - 店長 役

### CM
- ロッテつぶやきガム（2016年）
- 3Dクレーンゲーム『神の手』（2018年7月9日 - 9月28日）
- ALFACE+（2019年2月 - ）
- NTTdocomo（2023年）

### ラジオ
- AKB48木﨑ゆりあ オトナやってまーす!（2016年4月1日 - 2017年10月2日、MBSラジオ）
- K-style radio（2020年9月 - 、毎週金曜23:00、FM京都） - 冠番組。パーソナリティー

## 舞台

### 定期公演
- コーヒー畑でつかまえて（2013年1月16日 - 17日、しもきた空間リバティ）
- モカコーヒーは秋の空（2013年9月13日 - 15日、しもきた空間リバティ）
- おしゃべりホットココア（2014年1月23日 - 26日、シアター711）
- 素晴らしいかな、エスプレッソ（2014年6月18日 - 22日、シアター711）
- カフェ店員は2度ベルを鳴らす 一度目（2014年11月27日 - 30日、新宿シアターモリエール）
- カフェ店員は2度ベルを鳴らす 二度目（2015年4月2日 - 5日、新宿シアターモリエール）
- 三粒のお豆（2015年6月26日 - 28日、下北沢シアター711）
- 真夜中のカフェボーイ（2015年11月11日 - 15日、恵比寿・エコー劇場）
- 飲みかけで帰ったあの娘[9]（2016年4月21日 - 24日、CBGKシブゲキ!!）
- カフェに向かって撃て！[10]（2017年6月27日 - 7月2日、CBGKシブゲキ!!）
- 3歩進んで2歩シャガール[11]（2018年2月21日 - 25日、CBGKシブゲキ!!）
- 第12回特別公演「さよなら、People」（2019年5月25日・26日、恵比寿・エコー劇場）

### 特別公演
- HKT48 栄光のラビリンスpresents 大人のカフェ×HKT48特別公演 〜君の答えを探して〜[12]（2017年10月3日 - 6日、原宿クエストホール）
- HKT48 栄光のラビリンスpresents 大人のカフェ×HKT48特別公演 〜君の答えを探して〜福岡凱旋編（2018年4月12日 - 14日、BARKUP FUKUOKA）
- HKT48 栄光のラビリンスpresents 大人のカフェ×HKT48特別公演 絶対防衛少女！2018[13]（2018年10月16日 - 19日、原宿クエストホール）
- 絶対忘年少女〜今年最後のDON-DEN返し〜（2018年12月27日、AiiA 2.5 Theater Tokyo）
- HKT48 栄光のラビリンスpresents 大人のカフェ×HKT48特別公演 絶対防衛少女！2019[14]（2019年3月22日 - 24日、BARKUP FUKUOKA）
- SKE48×大人のカフェ コント劇「今夜、あの橋の下で。」（2019年7月25日 - 27日、原宿クエストホール）
- 栄光のラビリンスpresents HKT48×大人のカフェ 特別公演 「奇跡の航路を行け！」（2019年10月8日 - 11日、原宿クエストホール）
- HKT48×大人のカフェ 特別公演 「奇跡の航路を、よぎらNight！」(2019年12月26日、恵比寿ザ・ガーデンホール）
- HKT48×大人のカフェ 特別公演 「奇跡の航路を行け!」福岡凱旋公演（2020年3月24日 - 26日、イムズホール)
- HKT48 栄光のラビリンスpresents HKT48×大人のカフェ 特別公演「恋のストラテジー」（2020年10月27日 - 30日、原宿クエストホール）
- HKT48 栄光のラビリンスpresents HKT48×大人のカフェ 特別公演「恋のストラテジー」福岡凱旋公演[15]（2021年3月23日 - 26日、イムズホール）

### 演劇
- 寿司は別腹（2018年11月19日、京都SUSHI劇場）[16]
- コムタンスープ（2024年1月12日 - 14日、中目黒キンケロシアター）脚本・演出

## イベント
- SHIBUYA FASHION AWARD vint-age2019（2019年10月19日・20日） - MC
- KYOTO SUNRISE2022 平安スカイランタン&フードフェス（2022年8月11日12日）オーガナイザー

## 雑誌連載
- オトナになるためのカフェ（2017年5月15日 - 、EX大衆）